# Phelotrupes indicus
Phelotrupes indicus är en skalbaggsart som beskrevs av Antoine Boucomont 1905. Phelotrupes indicus ingår i släktet Phelotrupes och familjen tordyvlar. Inga underarter finns listade i Catalogue of Life.